# INIP
INIP (англ. INTS3 and NABP interacting protein) – білок, який кодується однойменним геном, розташованим у людей на 9-й хромосомі. Довжина поліпептидного ланцюга білка становить 104 амінокислот, а молекулярна маса — 11 425.
| 10         |  | 20         |  | 30         |  | 40         |  | 50         |
| ---------- |  | ---------- |  | ---------- |  | ---------- |  | ---------- |
| MAANSSGQGF |  | QNKNRVAILA |  | ELDKEKRKLL |  | MQNQSSTNHP |  | GASIALSRPS |
| LNKDFRDHAE |  | QQHIAAQQKA |  | ALQHAHAHSS |  | GYFITQDSAF |  | GNLILPVLPR |
| LDPE       |  |            |  |            |  |            |  |            |

A: Аланін

D: Аспарагінова кислота

E: Глутамінова кислота

F: Фенілаланін

G: Гліцин

H: Гістидин

I: Ізолейцин

K: Лізин

L: Лейцин

M: Метіонін

N: Аспарагін

P: Пролін

Q: Глутамін

R: Аргінін

S: Серин

T: Треонін

V: Валін

Кодований геном білок за функцією належить до фосфопротеїнів. 
Задіяний у таких біологічних процесах, як пошкодження ДНК, репарація ДНК, ацетилювання, альтернативний сплайсинг. 
Локалізований у ядрі.